# Cyrtocymura
Cyrtocymura é um género botânico pertencente à família Asteraceae. É composto por 8 espécies descritas e destas 4 são aceites.
O género foi descrito por Harold E. Robinson e publicado em Proceedings of the Biological Society of Washington 100(4): 849–851. 1987. A espécie-tipo é  Conyza scorpioides Lam.
No sistema de classificação filogenética Angiosperm Phylogeny Website este género é listado como sinónimo de Vernonia Schreb..

## Espécies
- Cyrtocymura cincta (Griseb.) H.Rob.
- Cyrtocymura harleyi (H.Rob.) H.Rob.
- Cyrtocymura mattos-silvae (H.Rob.) H.Rob.
- Cyrtocymura scorpioides (Lam.) H.Rob.